# Izba Pamięci Adama Grzymały-Siedleckiego
Izba Pamięci Adama Grzymały-Siedleckiego – placówka muzealna Biblioteki Miejskiej w Bydgoszczy znajdująca się w dawnym mieszkaniu pisarza, w kamienicy przy ul. Libelta 5 w Bydgoszczy.

## Adam Grzymała-Siedlecki
Twórca, krytyk literacki i teatralny, dramatopisarz i prozaik, przez wiele lat był związany z Bydgoszczą, gdzie mieszkał w latach 1922–1939 i 1945–1967 oraz z Biblioteka Miejską w Bydgoszczy, której podarował ponad 5 tysięcy dokumentów i pozycji książkowych. Tuż przed śmiercią zapisał on Bibliotece swoją spuściznę: rękopisy, zbiór korespondencji z najwybitniejszymi postaciami polskiej kultury oraz bogaty księgozbiór. 

## Historia
W 1967 r., gdy zmarł Adam Grzymała-Siedlecki, spuściznę po pisarzu i znawcy sceny przeniesiono do jego mieszkania przy ul. Libelta 5, zgodnie z jego życzeniem. Uroczystego otwarcia dokonano w pierwszą rocznicę śmierci pisarza. Pierwszym kustoszem została Klara Sarnowska. Znalazły się tutaj jego rękopisy, prywatny księgozbiór podręczny, około 300 dzieł opatrzonych dedykacjami wybitnych pisarzy i ludzi sceny, ilustracje, biografie. Zbiór ten uzupełniono w 1972 r. teatraliami, wyodrębnionymi ze zbioru ogólnego biblioteki, wśród których znajdują się afisze i programy teatralne (przedwojennego Teatru Miejskiego w Bydgoszczy i teatrów powojennych).

## Charakterystyka
W Izbie Pamięci znajdują się meble i pamiątki należące niegdyś do Adama Grzymały-Siedleckiego oraz Czytelnia Teatrologiczna, w której zgromadzono książki i czasopisma dotyczące teatru polskiego i powszechnego, a także materiały na temat historii teatru w Bydgoszczy. Wśród dokumentów znajdują się programy teatralne, fotografie z przedstawień oraz kolekcja afiszy Teatru Miejskiego z lat 1835–1950.
Zwiedzanie muzeum i korzystanie z Czytelni jest możliwe po uprzednim zgłoszeniu w Wojewódzkiej i Miejskiej Bibliotece Publicznej w Bydgoszczy, we wtorki i piątki w godz. 12.00-18.00 oraz w środy w godz. 10.00 - 15.00. Wstęp jest bezpłatny.